# Segmentowce
Segmentowce, stawowate, członowce (Articulata) – hipotetyczny klad obejmujący stawonogi i pierścienice jako taksony siostrzane, hipoteza oparta wyłącznie na danych morfologicznych, sugerowana przez Georges’a Cuviera w 1817. Badania molekularne dotychczas nie potwierdziły istnienia takiego kladu. Późniejsza hipoteza Ecdysozoa (Aguinaldo i inni, 1997) rozdzieliła stawonogi i pierścienice odpowiednio do wylinkowców i lofotrochorowców.
Segmentowce zaliczano do zwierząt celomatycznych – wtórnojamowców (Coelomata). Za cechy odróżniające segmentowce od pozostałych wtórnojamowców przyjęto m.in.:
- bruzdkowanie spiralne,
- brzuszny łańcuszek nerwowy,
- pierwotnie homonomiczną segmentację ciała.